# Валок, Марко
Марко Валок (серб. Марко Валок; 5 марта 1927, Белград — 29 сентября 2024, Белград) — югославский футболист и футбольный тренер, известный по выступлениям за «Партизан» из Белграда.

## Биография

### Клубная карьера
В футбол Марко начал играть, будучи военнослужащим ЮНА. Выступал за команду «Напредак». С 1946 года — игрок столичного «Партизана», дебютировал в сезоне 1947/1948 и занял с «гробарями» 3-е место. Выступал за его состав до 1959 года, провёл 470 игр (из них 167 в чемпионате) и забил 411 голов (из них 97 в чемпионате). В списке лучших бомбардиров клуба уступает только Степану Бобеку с 425 мячами. В составе «чёрно-белых» выиграл чемпионат Югославии в сезоне 1948/1949, трижды выигрывал Кубок Югославии (ранее называвшийся Кубок Маршала Тито) в 1952, 1954 и 1957 годах. Во всех финалах Марко забивал голы: в финалах 1952 и 1954 годов он отличился дважды, а в 1957 году в финале забил один гол.

### Карьера в сборной
За сборную Валок дебютировал 19 июня 1949 года в Осло в матче против Норвегии (поражение югославов 1:3), последнюю игру провёл 8 октября 1950 года против Австрии в Вене (победа югославов 2:7). Играл в сборной на позиции центрального или правого нападающего. В сборной всего сыграл 6 матчей и забил три гола: два из них забил в ворота сборной Израиля в отборочном турнире к чемпионату мира 1950 года (победа югославов 2:5), один гол в ворота Швеции в товарищеской встрече (поражение югославов 1:2). Ещё две игры он провёл за вторую сборную Югославии.

### Тренерская карьера
Будучи спортивным инструктором ЮНА, Марко работал тренером в Бирме, где возглавлял национальную сборную. С 1963 по 1967 годы он был в тренерском штабе «Партизана». В его послужном списке из югославских клубов значатся также «Будучност» (Титоград), «Войводина» (Нови-Сад), «Борац» (Баня-Лука), «Тетекс» (Тетово), «Галеника» (Белград) и «Рад» (Белград). Также он работал в «Филадельфия Фьюри» (США, 1979) и «Адана Демирспор» (Турция, 1982—1983). В сборной Югославии был тренером с 1977 по 1979 годы.

### Смерть
Умер 30 сентября 2024 года в Земуне в возрасте 97 лет.

## Статистика выступлений
| Клуб               | Сезон            | Лига | Лига | Кубок Югославии | Кубок Югославии | Еврокубки | Еврокубки | Итого | Итого |
| Клуб               | Сезон            | Игры | Голы | Игры            | Голы            | Игры      | Голы      | Игры  | Голы  |
| ------------------ | ---------------- | ---- | ---- | --------------- | --------------- | --------- | --------- | ----- | ----- |
| Партизан (Белград) | 1947/48          | 5    | 2    | 0               | 0               | -         | -         | 5     | 2     |
| Партизан (Белград) | 1948/49          | 11   | 10   | 0               | 0               | -         | -         | 11    | 10    |
| Партизан (Белград) | 1949             | -    | -    | 4               | 5               | -         | -         | 4     | 5     |
| Партизан (Белград) | 1950             | 16   | 17   | 5               | 2               | -         | -         | 21    | 19    |
| Партизан (Белград) | 1951             | 16   | 9    | 4               | 6               | 0         | 0         | 20    | 15    |
| Партизан (Белград) | 1952             | 10   | 3    | -               | -               | -         | -         | 10    | 3     |
| Партизан (Белград) | 1952/53          | 16   | 15   | 4               | 5               | -         | -         | 20    | 20    |
| Партизан (Белград) | 1953/54          | 7    | 3    | 0               | 0               | -         | -         | 7     | 3     |
| Партизан (Белград) | 1954/55          | 19   | 10   | 6               | 11              | -         | -         | 25    | 21    |
| Партизан (Белград) | 1955/56          | 18   | 5    | 1               | 0               | 3         | 0         | 22    | 5     |
| Партизан (Белград) | 1956/57          | 21   | 11   | 5               | 3               | 5         | 2         | 31    | 16    |
| Партизан (Белград) | 1957/58          | 19   | 6    | 1               | 1               | 1         | 0         | 21    | 7     |
| Партизан (Белград) | 1958/59          | 5    | 2    | 0               | 0               | 0         | 0         | 5     | 2     |
| Всего за карьеру   | Всего за карьеру | 163  | 93   | 30              | 33              | 9         | 2         | 202   | 128   |